# 바클레이스 오브 브로드웨이
바클레이스 오브 브로드웨이(The Barkleys Of Broadway)는 미국에서 제작된 찰스 월터스 감독의 1949년 코미디, 뮤지컬 영화이다. 프레드 아스테어 등이 주연으로 출연하였고 아서 프리드 등이 제작에 참여하였다.

## 출연

### 주연
- 프레드 아스테어
- 진저 로저스
- 오스카 레반트

### 조연
- 빌리 버크
- 게일 로빈스
- 자크 프랑소와
- 조지 주코
- 클린튼 선드버그

## 제작진
- 협력프로듀서: 로저 에덴스
- 미술: 에드워드 C. 카르파그노
- 미술: 세드릭 기븐스
- 의상: 아이린
- 의상: 발레스